# 不列塔尼庫斯
不列塔尼庫斯（41年2月12日—55年2月11日）是罗马皇帝克勞狄一世和他的第三任妻子瓦莱瑞亚·麦瑟琳娜的儿子。外界一度認為不列塔尼庫斯可以繼承其父親的皇位，但在瓦莱瑞亚·麦瑟琳娜于48年被處決后，情况发生了变化。第二年，他的父亲娶了小阿格里皮娜，这是克勞狄一世第四位妻子。小阿格里皮娜的儿子尼禄成為克勞狄一世的繼子，並且於54年繼位成為羅馬帝國皇帝，而不列塔尼庫斯在他十四岁生日前的不久突然去世，有人認為不列塔尼庫斯是被尼禄毒殺，因為不列塔尼庫斯是克勞狄一世的亲生儿子，他对尼禄的皇位构成了威胁。
根據蘇埃托尼烏斯的記載，後來登基的提圖斯與不列塔尼庫斯是好友，自稱不列塔尼庫斯遭毒殺當夜就坐在他旁邊、也曾受毒藥影響；提圖斯因而下令鑄造不列塔尼庫斯的錢幣、金雕像，以紀念兒時好友。